# Kyohei Muranaka
Kyohei Muranaka (村中 恭兵, Muranaka Kyōhei, Aikō, 25 de outubro de 1987) é um beisebolista japonês. Atualmente, está no time Tokyo Yakult Swallows, o qual representa seu país.